# Џон Анистон
Џон Ентони Анистон (енгл. John Anthony Aniston; рођен као Јанис Анастасакис (грч. Γιάννης Αναστασάκης, енгл. Yannis Anastassakis); Хања, 24. јул 1933 — 11. новембар 2022) био је амерички глумац грчког порекла. Познат је по улогама Виктора Киријакиса (енгл. Victor Kiriakis) у ТВ сапуници „Дани наших живота“ и Едија Алијате (енгл. Eddie Aleata) у ТВ сапуници „Love of Life“. Отац је глумице Џенифер Анистон.